# Ahornmotte
Die Ahornmotte (Caloptilia rufipennella) (Hübner, 1796) ist eine Art aus der Familie der Miniermotten (Gracillariidae). Sie erreicht eine Flügelspannweite von etwa 11–12 Millimetern und hat auffällig zimtrote Vorderflügel. Zu finden ist sie in den Sommermonaten. 

## Benennung
Während die Zwergminiermotte als Ahornminiermotte bezeichnet wird, nennt man Caloptilia rufipennella aus der Familie der echten Miniermotten nur Ahornmotte. Die Ahornmotte lebt in aufgerollten Blättern, die Ahornminiermotte in den Früchten.

## Aussehen
Die Vorderflügel sind schokoladenbraun bis kupfern, meist zimtrot mit einem weißen bis gelbgrünlichen Band entlang der Flügel. Einige wenige Exemplare sind auch gelbrot und haben winzige schwarze Punkte auf den Vorderflügeln. Die Beine sind schokoladenbraun und haben an den Vorderfüßen ein auffällig weißes Band. Die Larven sind grünlich und haben einen hellen Kopf.

## Auftreten
Die Flugzeit beginnt im August, dann überwintern die Motten und fliegen im Frühling wieder.
Die Larven fressen von Juni bis Oktober mit der Spitze im Juli.

## Verbreitung
Die Motte ist in ganz Europa heimisch außer in Irland und auf der Balkanhalbinsel.

## Lebensweise
Die Larven der Ahornmotte leben als Minierer vornehmlich in den Blättern des Bergahorns. Dabei minieren sie während der ersten Larvenstadien innerhalb des Blattes neben den Blattadern. Die Mine beginnt als unauffälliger, oberflächlicher, epidermaler Gang. Er weitet sich zu einem kleineren  dreieckigen Fleck, üblicherweise in der Blattachsel zweier Blattadern. Die Mine ist fast transparent und etwa 6 mm lang. Später im Jahr werden die Blattspitzen aufgerollt und von innen abgenagt. Sie bauen sich im letzten Larvenstadium eine tütenförmige Rolle, in der sie die Blattfläche benagen. Ältere Larven leben dem aus den Blattspitzen Blatt gedrehten Kegel. Während ihrer Entwicklung macht die Larve drei, seltener zwei solcher Kegel, die immer größer werden, nicht immer am gleichen Blatt. Die Verpuppung findet statt in einem Verpuppungsgespinst in Blattkegel oder einem häutchenartigen gelblichen Kokon an der Unterseite der Blätter.
Die Falter schlüpfen im August. Sie überwintern und können wieder im nächsten Frühjahr angetroffen werden.

## Nahrung
Die Larve miniert hauptsächlich Bergahorn (Acer pseudoplatanus). Daneben wurde sie aber ebenfalls festgestellt an Spitzahorn (Acer platanoides), Silberahorn (Acer saccharinum), Eschenahorn (Acer negundo) und Schneeballahorn (Acer opalus). Berichte aus den Niederlanden über das Vorkommen am Feldahorn (Acer campestre) werden von anderen Quellen als unsicher bewertet.